# Hermann Oberth
Hermann Oberth (Nagyszeben, 1894. június 25. – Nürnberg, 1989. december 28.) erdélyi szász származású német fizikus, az űrkutatás egyik úttörője.

## Élete és pályafutása
Szülei Julius Oberth sebészorvos és Valerie, Friedrich Krasser lánya voltak. Kétéves kora körül a család Segesvárra költözött, itt járt az ifjú Hermann gimnáziumba. 11 éves kora körül Oberthet annyira lenyűgözte Jules Verne Utazás a Holdba című regénye, hogy szinte kívülről megtanulta. 14 éves diákként Verne hatására megépítette az első rakétamodelljét. Fiatalkori kísérletei során önállóan jutott el a többlépcsős rakéta elvéhez, de ebben az időben hiányoztak az eszközei az ötlet kidolgozásához, így csak elméletben foglalkozott vele.
1912-től Oberth orvosi tanulmányokat folytatott a müncheni egyetem orvosi karán, majd az első világháborúban katonaorvosként vett részt. Később azt mondta, hogy a legfontosabb dolog, amit megértett ebből a tapasztalatból az volt, hogy nem akar orvos lenni. A háború után Németországban maradt – szülővárosa ekkor már Romániához tartozott – és folytatta egyetemi tanulmányait, de ezúttal már a fizika területén. 1917-ben kidolgozta egy 25 méter magas, etil-alkohollal hajtott ballisztikus rakéta tervét, amelyet soha nem építettek meg és a terv sem maradt fenn. 1919 tavaszától matematikát, fizikát és kémiát tanult, előbb a kolozsvári, majd a müncheni, göttingeni és Heidelbergi Egyetemen.
1922-ben a rakétatudományról szóló doktori értekezését „utópisztikus” tartalma miatt visszautasították. A 92 oldalas művet saját kiadásában jelentette meg Die Rakete zu den Planetenräumen (Rakéta a világűrbe) címmel. 1929-ben ezt tovább bővítette 429 oldalnyira Wege zur Raumschiffahrt (Utak az űrhajózáshoz) címen. Oberth később úgy nyilatkozott, hogy akarattal nem választott másik doktori disszertációt: „…magamban azt mondtam: be fogom bizonyítani, hogy doktori cím nélkül is nagyobb tudós leszek, mint néhányan közületek”. Oberth így kritizálta a német oktatási rendszert: „Az oktatási rendszerünk olyan, mint egy autó, amelynek erős hátsó lámpája van, fényesen bevilágítva a múltat.” Végül is néhány év múlva ugyanazzal a dolgozattal szerzett doktori címet a kolozsvári egyetemen.
Az Űrhajózási Társaság (VfR) nevű civil egyesülés első elnökeként tevékenykedett.
Oberth művei egy egész generációt befolyásoltak, többek között Wernher von Braunt, akivel 1929-től együtt dolgozott, és Thea von Harbout, akinek az Asszony a Holdon című könyvét később Fritz Lang filmesítette meg. A filmnek Oberth volt a tudományos tanácsadója; a filmezés során egy kísérletnél elvesztette a bal szeme látását.

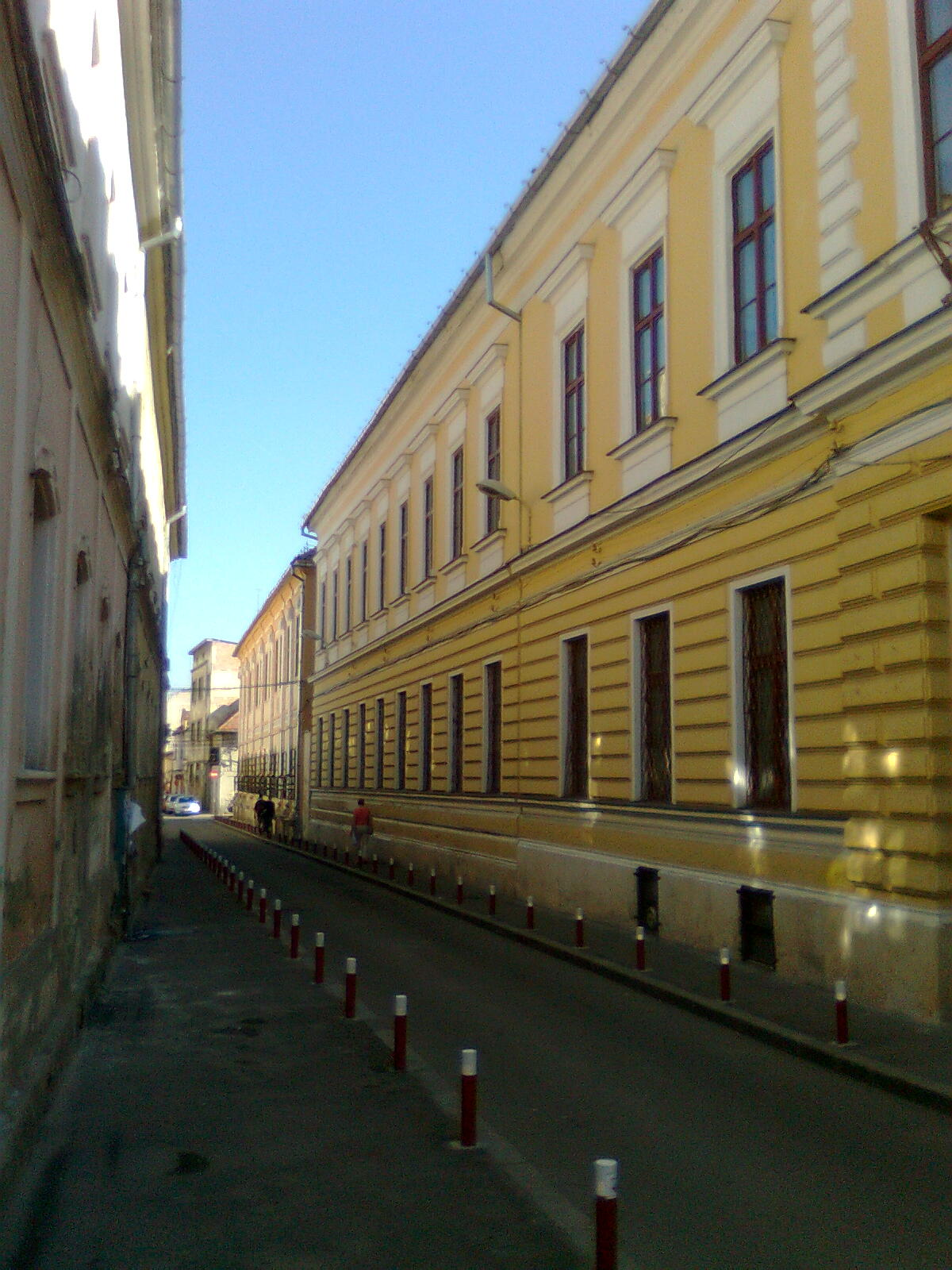
A volt Minorita utca Kolozsváron, amely ma Hermann Oberth nevét viseli. A Deák Ferenc utcát köti össze a Farkas utcával, átszelve a Király utcát.

1929 őszén Oberth elindította az első folyékony üzemanyagú rakétáját. A kísérletben tanítványai, a berlini műszaki egyetem hallgatói segítették, köztük Wernher von Braun is.
1938-ban az Oberth család elhagyta Nagyszebent. Oberth maga a bécsi műszaki főiskolához került, majd a drezdai műszaki főiskolára. 1941 és 1943 között a peenemündei bázison dolgozott, ahol részt vett a V–2 rakéta kifejlesztésében. A V–2 projektet elhagyva Wittenberg mellett dolgozott egy légelhárító rakéta projektjén. A háború végén az Oberth család a Nürnberg melletti Feuchtba költözött. 1948-ban Oberth Svájcban telepedett le, ahol független szakértőként dolgozott.
1950-ben továbbment Olaszországba, ahol az olasz hadsereg számára ugyanazt a légelhárítórakéta-tervet folytatta. 1953-ban visszatért Feuchtba és kiadta Menschen im Weltraum (Emberek a világűrben) című könyvét, amelyben leírta az elgondolásait az űrben elhelyezett tükrös távcsővel, űrállomással, elektromos űrhajóval és űröltözetekkel kapcsolatban.
1954-től az Egyesült Államokban tevékenykedett, volt tanítványa, von Braun oldalán. 1962-ben vonult vissza, 68 éves korában.
Oberth 35 éves korában nősült meg (felesége Tilli Hummel volt). Négy gyermekük közül az egyik fiuk a második világháborúban a fronton halt meg, az egyik leányuk pedig egy munkahelyi robbanás során 1944 augusztusában.
Nevéhez fűződik az általa kidolgozott Oberth-effektus, amelynek lényege, hogy a rakéták és űrhajók nagy sebességnél nagyobb hatásfokkal működnek. Ezért a kilövésnél az ember által még elviselhető gyorsulást alkalmazzák üzemanyagtakarékosság céljából.

## Művei
- Die Rakete zu den Planetenräumen, München, 1923
- Wege zur Raumschiffahrt, München, 1929
- Über die beste Teilung von Stufenaggregaten, Peenemünde, 1941
- Menschen im Weltraum, Düsseldorf, 1954
- Die Kakokratie, Nürnberg, 1976
- Wählerfibel für ein Weltparlament, Feucht, 1984

## Emlékezete
- Oberth tiszteletére Feuchtban Hermann Oberth Űrutazási Múzeum nyílt.
- A Hermann Oberth Társaság, tudósokból, kutatókból és űrhajósokból áll, akik az ő munkáját folytatják.
- A Holdon egy krátert neveztek el róla.
- A Star Trek III. részében megjelent az Oberth-osztályú csillaghajó.
- Medgyesen Hermann Oberth egykori lakhelyén múzeum működik.
- Kolozsváron utcát neveztek el róla.